# Assam (Akwaya)
Pour les articles homonymes, voir Assam (homonymie).
Assam (ou Assan) est une localité du Cameroun située dans le département du Manyu et la Région du Sud-Ouest, à proximité de la frontière avec le Nigeria. Elle fait partie de la commune d'Akwaya et du canton de Takamanda.

## Population
La localité comptait 205 habitants en 1953, 228 en 1967, des Anyang. À cette date elle disposait d'une école publique fondée en 1933, d'une mission presbytérienne, d'un tribunal de droit coutumier, d'un inspecteur de lèpre, d'un surveillant agricole et d'un garde-forestier.
Lors du recensement de 2005, on y a dénombré 40 personnes.